# Lesbian Herstory Archives
El Lesbian Herstory Archives (LHA) és un arxiu, un centre comunitari i un museu amb seu a la ciutat de Nova York dedicat a preservar la història de les lesbianes, situat a Park Slope, Brooklyn. Els arxius contenen la col·lecció més gran del món de materials de i sobre lesbianes.
Els Arxius van ser fundats el 1974 per membres lesbianes de la Unió Acadèmica Gai que havien organitzat un grup per discutir el sexisme dins d'aquesta organització. Les cofundadores Joan Nestle, Deborah Edel, Sahli Cavallo, Pamela Oline i Julia Penelope Stanley volien garantir que les històries de la comunitat lesbiana estiguessin protegides per a les generacions futures. Fins a la dècada de 1990, els arxius es van allotjar a l'apartament de l'⁣Upper West Side de Nestlé, a Manhattan. Finalment, la col·lecció va superar l'espai disponible i es va traslladar a una brownstone (casa popular dels EUA que es fabricava amb roques de gres) que el grup havia comprat al barri de Park Slope de Brooklyn. Els arxius contenen tota mena d'artefactes històrics relacionats amb lesbianes i organitzacions de lesbianes i han crescut fins a incloure uns 11.000 llibres i 1.300 títols de publicacions periòdiques, així com un nombre desconegut de fotografies.

## Història

### Fundació i primers anys
Després dels disturbis de Stonewall de 1969, es van formar molts grups dedicats a l'alliberament gai. Joan Nestle atribueix la creació del Lesbian Herstory Archives als disturbis de Stonewall "i al coratge que va trobar la seva veu als carrers". La Unió Acadèmica Gai (GAU) va ser fundada l'any 1973 per acadèmics gais i lesbianes interessats a contribuir al moviment. Lesbianes membres del sindicat van iniciar un grup de conscienciació per discutir sobre el sexisme dins de la GAU. Les dones estaven preocupades per la facilitat amb què s'havia perdut la història lesbiana i no volien que la seva història fos explicada pels historiadors patriarcals. Joan Nestle va explicar més tard l'impuls dels Arxius, escrivint "Les arrels dels Arxius es troben en les veus silencioses, les cartes d'amor destruïdes, els pronoms canviats, els diaris curosament editats, les imatges mai fetes, les distorsions eufemitzades que el patriarcat deixaria passar." El lema dels Arxius d'Herstory Lesbianes és "En memòria de les veus que hem perdut". La declaració original de propòsit de l'organització preveia que la col·lecció no s'havia de bescanviar ni vendre mai, que s'hauria d'allotjar en un espai de la comunitat lesbiana amb persones lesbianes i que totes les dones hi haurien de tenir accés.
Els membres fundadors del Lesbian Herstory Archives tenien antecedents en el feminisme lèsbic i el lesbianisme polític i incloïen Joan Nestle, Deborah Edel, Sahli Cavallo, Pamela Oline i Julia Penelope Stanley. L'activista lesbiana Mabel Hampton, que havia treballat en la neteja de casa per a la família de Nestlé quan Nestlé era gran, també va ser una de les primeres col·laboradores. Els fundadors van començar a reunir i preservar documents i artefactes relacionats amb la història de lesbianes. Estaven interessats en la història social de la comunitat i van recollir tota mena de materials relacionats amb la història de lesbianes, independentment de si la lesbiana era famosa o formava part d'un grup marginat. Edel va explicar més tard com feien broma que si un objecte era tocat per una lesbiana, el recollirien. Els arxius van debutar el 1974 i estaven allotjats al rebost d'un apartament de l'⁣Upper West Side que pertanyia a Nestlé. La ubicació dels arxius originals va ser reconeguda com a Lloc Històric dels Drets de les Dones pel districte de Manhattan el 2008.
LHA va començar a produir un butlletí, el Lesbian Herstory Archives News, el juny de 1975 i va obrir els seus arxius a la comunitat el 1976. El 1979, LHA es va convertir en una de les primeres organitzacions queer sense ànim de lucre a Nova York quan es van incorporar com a Lesbian Herstory Educational Foundation.

### Mou-te a Park Slope
Els arxius finalment van superar la capacitat del gran apartament de Nestlé i va ser necessari trobar una nova llar per als materials. Després d'anys de recaptació de fons que va començar l'any 1985, LHA va comprar una casa brownstone de quatre pisos al 484 14th Street a Park Slope el 1990. Els Arxius es van traslladar a la seva nova llar l'any 1992 i es va inaugurar oficialment el juny de 1993. El número 16 del Butlletí d'Arxius Lesbians Herstory de desembre de 1996 va anunciar que la hipoteca de l'edifici s'havia liquidat. Actualment, el seu fons inclou uns 11.000 llibres i 1.300 títols de publicacions periòdiques, així com un nombre desconegut de fotografies.

## Organització i exposicions

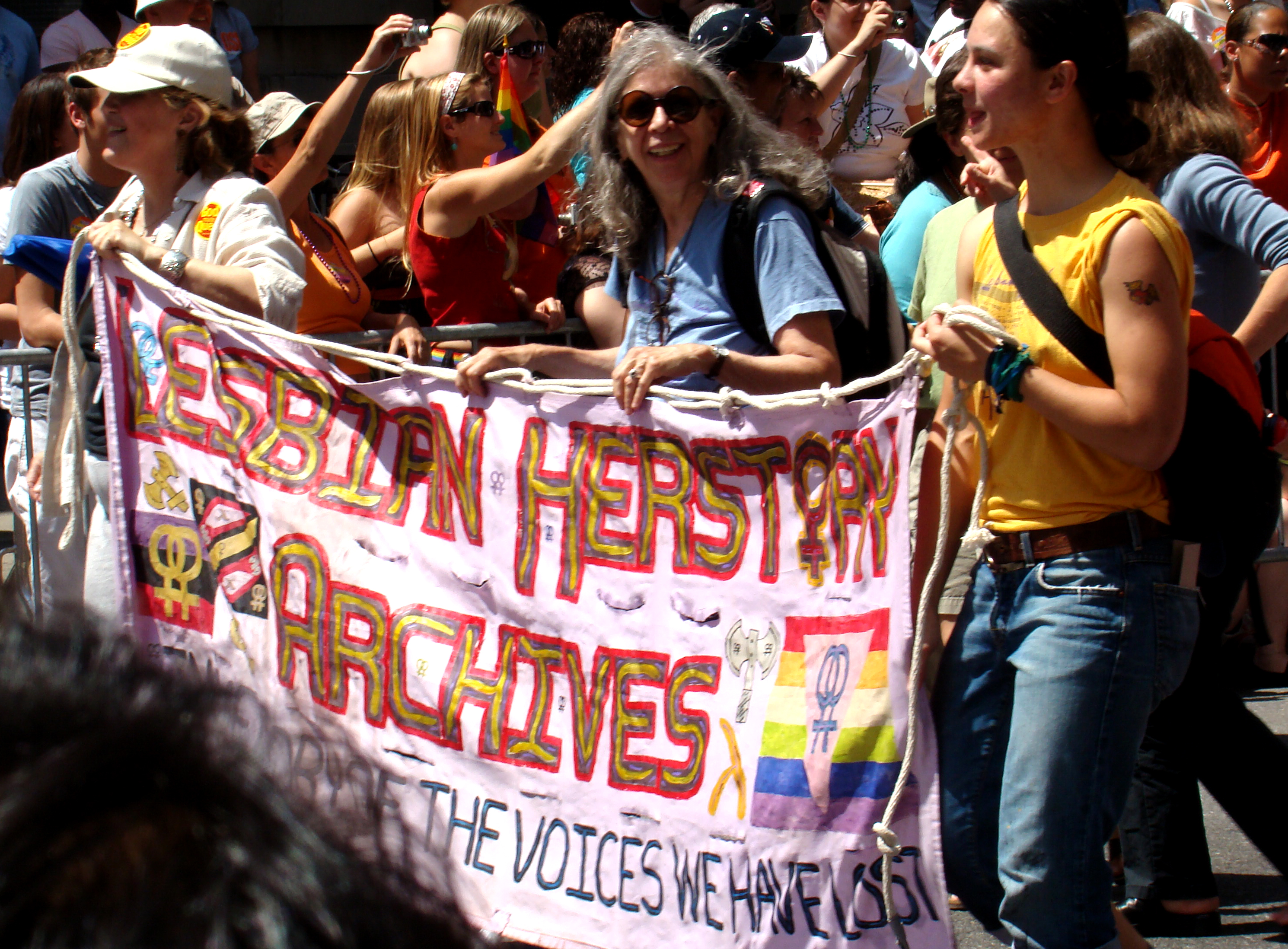
Les dones que van desfilar a la Marxa de l'Orgull LGBT de la ciutat de Nova York de 2007 sostenen una pancarta per als Arxius de la Història Lesbiana amb el títol "En memòria de les veus que hem perdut".

Els arxius de la història de lesbianes són gestionats per un comitè de coordinació que determina quins articles s'accepten als arxius. Els Arxius compten íntegrament amb voluntaris i interns. LHA acull esdeveniments al seu espai, com ara cursos, conferenciants, lectures de poesia maratoniana i un esdeveniment anual del Dia de Sant Valentí. Els arxivers de LHA marxen regularment a la New York City Dyke March i fins al 2014 a la Marxa de l'orgull LGBT.
En els primers anys dels arxius de la història de lesbianes, es van portar mostres de materials dels arxius a les xerrades. Per tal de preservar-los, es va desenvolupar una presentació itinerant de diapositives.

### Col·leccions
Els arxius de la història de lesbianes van començar amb materials personals donats pels fundadors. I inclou tot allò escrit pel fundador Joan Nestle. Els fundadors també van fer una crida a les donacions de materials i van augmentar la seva col·lecció al llarg dels anys. Actualment, la col·lecció conté tota mena d'artefactes històrics, com ara papers, diaris, diaris, fotografies, cintes, pòsters, botons, publicacions periòdiques, zines, samarretes i vídeos. Les còpies de les pel·lícules estan disponibles per veure'ls als Arxius i els originals s'emmagatzemen fora del lloc en una instal·lació d'emmagatzematge amb clima controlat.
LHA ha acceptat donacions de materials per als Arxius al llarg de la seva història. Mabel Hampton va donar la seva extensa col·lecció de lesbian pulp fiction als Arxius el 1976. Els arxius tant de la Societat Històrica de lesbianes i gais de Nova York com del projecte d'història de lesbianes van ser donats als arxius després de la dissolució d'aquestes organitzacions. Els arxius acullen la col·lecció Red Dot, que consta de la biblioteca del capítol de la ciutat de Nova York de Daughters of Bilitis, la primera organització nacional de lesbianes als Estats Units. L'escriptora i activista Audre Lorde va donar alguns dels seus manuscrits i documents personals als Arxius. La col·lecció especial de Marge MacDonald consta dels llibres, papers i diaris de Marge MacDonald, que va deixar els materials a LHA en el seu testament davant l'objecció de la seva família, que volia destruir-los. La producció de L Word va donar els seus materials de premsa el 2010.
El lloc web de LHA, que va debutar el 1997, ha evolucionat per incloure una col·lecció digital que inclou una visita virtual als Arxius. La col·lecció digital està allotjada per l'⁣Escola d'Informació de l'Institut Pratt. LHA està en procés de digitalitzar les seves col·leccions d'àudio i paper de diari i les històries orals de vídeo de les Filles de la Bilitis. A més, manté més de 1.500 fitxers de temes sobre diversos temes que van microfilmar amb l'ajuda de Microfilm de font primària en un conjunt de 175 rodets.